# 市民的リバタリアニズム
市民的リバタリアニズム（Civil libertarianism）は、市民の自由権を支持する、またはあらゆる種類の権威（国家、企業、同調圧力によって課せられる規範など）に対する個人の権利と個人の自由の優位性を強調する政治哲学の系統。 

## リバタリアン運動において
リバタリアン哲学の領域では、市民的リバタリアンの主な関心事は、政府と個人の関係である。理論的には、市民的リバタリアンは、この関係を、国家が市民の生活に過度に干渉することなく、基本的なサービスと安全を提供する最小限の機能に制限しようとしている。市民的リバタリアニズムの主な目的の一つは、表現の自由を支持することである。具体的には、市民的リバタリアンは、ヘイトスピーチと猥褻の禁止に反対している。彼らはこれらの問題に関連する行動を個人的に容認するかもしれないし、容認しないかもしれないが、市民的リバタリアンは、表現の自由の利点が全ての欠点を上回ると考えている。 
他の市民的リバタリアンの立場には、違法な物質（大麻および他のソフトドラッグ）の少なくとも部分的な合法化、売春、妊娠中絶、プライバシー、死の幇助または安楽死、武装権、若者の権利、トップレスの平等、同性結婚の支持が含まれる。
パーソナルコンピュータの出現、インターネット、電子メール、携帯電話およびその他の情報技術の進歩によって、個人のデジタル権とプライバシーの保護に焦点を当てた市民的リバタリアニズムの部分集合が生まれた。 